# Rhythm of Love (chanson de Scorpions)
Pour les articles homonymes, voir Rhythm of Love.
Singles de Scorpions
Believe in Love
(1988) Passion Rules the Game
(1988)
Pistes de Savage Amusement
Don't Stop at the Top Passion Rules the Game
Rhythm of Love est une chanson du groupe allemand de hard rock Scorpions qui apparaît sur leur album de 1988 Savage Amusement.
Les paroles de Rhythm of Love furent écrites par le chanteur Klaus Meine et la musique composée par le guitariste Rudolf Schenker. Elle fut réalisée en tant que deuxième single issu de l'album (après "Believe In Love") en 1988 et se plaça aux États-Unis à la 6e position du Mainstream Rock Chart et à la 75e place du Billboard Hot 100. Elle a par la suite été reprise sur l'album live du groupe Live Bites sortie en 1995 et sur de nombreuses compilations.

## Classement
Mainstream Rock Chart (États-Unis), Billboard Hot 100 (États-Unis)
| Année | Chart                 | Position |
| ----- | --------------------- | -------- |
| 1988  | Mainstream Rock Chart | #6       |
| 1988  | Billboard Hot 100     | #75      |